# Баклунов, Борис Семёнович
Борис Семёнович Баклунов (24 июля 1913, Кизыл-Арват — 1978) — советский футболист, судья, спортивный журналист.

## Биография
Борис Баклунов родился 24 июля 1913 года в городе Кизыл-Арват Закаспийской области (сейчас Гызыларбат Балканского велаята Туркмении).
В 1935—1936 и 1942—1953 годах служил в Красной Армии. Был политработником, носил звание капитана. Участвовал в Великой Отечественной войне.
Играл в футбол за ташкентский «Локомотив».
Впоследствии стал судьёй, представлял Ташкент. Работал на матчах чемпионата и Кубка СССР в 1955—1966 годах. В 1960—1963 годах в качестве главного арбитра и помощника обслужил 6 матчей высшего эшелона советского футбола. Был председателем коллегии судей Узбекской ССР, членом Всесоюзной коллегии судей.
Судья всесоюзной категории (7 января 1959).
Работал спортивным журналистом. Публиковал отчёты с футбольных матчей и статьи в еженедельнике «Футбол» и узбекистанской республиканской газете «Правда Востока».
Был соавтором программ к матчам ташкентского «Пахтакора».
Умер в 1978 году.
Награждён медалью «За победу над Германией в Великой Отечественной войне 1941—1945 гг.», почётным судейским знаком (1963).